# Антон Атанасов
Антон (Андон) Атанасов Попов е български просветен деец и политик, три мандата кмет на град Месемврия, България.

## Биография

### Учител
Антон Атанасов е роден през 1884 година в ениджевардарското село Куфалово, тогава в Османската империя, днес в Гърция. Фамилията Попов идва от негов прадядо свещеник. Неизвестно е къде е учил, но Атанасов е с висока обща култура и владее гръцки, турски, сръбски, немски и френски език.
В 1910 година в Солун и в Пиргите се жени за завършилата Солунската българска девическа гимназия Вангя Байльзова, с която имат три деца - Георги, Йордан и Малина. През 1912 - 1913 година преподава в българската мъжка гимназия в Солун. В зимата на 1913 година е назначен за екзархийски учител в окупираното от гръцки части по време на Балканската война Горно Куфалово. Заминава за Куфалово заедно с шурея си Димитър Байльозов. Гръцките власти обискират дома му в Пиргите и Антон Атанасов бяга в Сяр, тогава под български контрол. След това семейството пристига в Пловдив. Антон Попов е назначен за учител в Копривщица, а след това в София, а жена му започва работа в софийската поща. В 1915 година Атанасов преподава в преместената в Струмица Солунска гимназия.
Атанасов взима участие в Първата световна война, като на фронта се разболява тежко. След края на войната се завръща в София, а след ратификацията на Спогодбата „Моллов-Кафандарис“, се заселва в Месемврия, където на мястото на изселили се гърци са настанени още много бежанци от Македония и Беломорието. В Месемврия Атанасов настанява семейството си в изоставена гръцка къща и купува кафене в центъра на града, което бързо става център на македонските бежанци. Член е на Настоятелството на Македонското братство „Тодор Александров“, а на 5 юли 1926 година е избран за негов подпредседател. Член е на общинска комисия и в 1924 година пристига в Куфалово, където записва местни българи за емиграция. През 1926 година е включен в състава на общинската комисия, която работи по водоснабдяването на Месемврия. Организира ежегодишно честването на Илинденско-Преображенското въстание.

### Кмет
На 25 май 1928 година общинските съветници Костадин Симеонов, Антон Атанасов, Димитър Аянов, Тома Димитров, Вангел Василев, Диньо Дараданов, Димитър Занешев, Григор Петров, Георги Иванов Рашков, Никола Чочолов, Марин Маждраков и Коста Василев избират Атанасов за кмет с 11 гласа, а Аянов за помощник-кмет. Като кмет Атанасов взима мерки за запазване на градската мера, завзета от бежанците и за подпомагане на крайно бедните. Атанасов се опитва да намери нови източници за водоснабдяване на града. Общинският съвет отпуска 5000 лева за подготвяне на документите за градското водоснабдяване и прави постъпки пред банки за заем от 15 000 лева за водоснабдяване и благоустрояване. На общоградско събрание се събират допълнително пари за водопровод. Така дело на Атанасов е първият водопровод за снабдяване на Месемврия и Равда с вода, изграден в 1931 година с каптиране на водоизточници в района на Даутлии. Друг проблем пред кмета е да осигури по-ефективно използване на плажните ивици, да привлича повече и по-платежоспособни туристи - за привличане на повече летовници и ускоряване на местното благоустрояване се отпускат общински места за строеж на почивни станции на Българския съдийски съюз и на Българския учителски съюз. Атанасов прави и изследвания на чистотата на морската вода.
Кметът трябва да реши и дали да се строи нов квартал или ново бежанско селище между Свети Влас и Кошарица. Македонското братство постоянно повдига въпроса за строеж на бежанско селище на Алоните - лансирана още в 1917 година, тъй като броят на македонските бежанци значително надвишава свободни къщи на изселили се гърци. Кварталът в Алоните е построен и получава името „Цар Крум“.
Синът на Антон Атанасов Георги Атанасов завършва право в Софийския университет и е деец на ВМРО. В 1934 година, след Деветнадесетомайския преврат, заедно с Васил Стумбов от Бургас и Вангел Голев от Равда подпомагат бягството на Иван Михайлов в Турция, заради което тримата лежат в затвора. Арестуван е и баща му, който е освободен след три дни, но оскърбен подава оставка като кмет. По-късно Георги Атанасов е деец на Всебългарския съюз „Отец Паисий“ и през 1945 –1946 година е сътрудник на Централния комитет на ВМРО.
След Деветосептемврийския преврат в 1944 година, на 10 септември Антон Попов и жена му са арестувани. В 1946 година Георги Атанасов е убит, а жена му с двете по-малки деца е интернирана. По-малкият син на Антон Атанасов Йордан в 1951 година е изпратен в концлагера Белене.
Антон Атанасов умира в 1961 година в Несебър, където е погребан.